# Vszevolod Petrovics Kascsenko
Vszevolod Petrovics Kascsenko, orosz nyelven: Все́волод Петро́вич Ка́щенко (Jejszk, oroszul Ейск, Oroszország, 1870. március 21. – Moszkva, 1943. november 30.) orosz/szovjet orvos, pszichiáter, gyógypedagógus, az oligofrénpedagógia, a pszichopedagógia és a kórházpedagógia jeles művelője.

## Életpályája
Orvosi tanulmányait a moszkvai egyetemen kezdte el, de a forradalmi mozgalmakban való részvételéért kizárták, száműzték. 1897-ben Kijevben fejezte be tanulmányait, állást nem kapott, vándororvosként működött. 1905-ben is megfosztották jogaitól, de Grigorij Ivanovics Rosszolimo pártfogásába vette. Külföldön (Németországban, Svájcban, Olaszországban, Belgiumban) egészítette ki ismereteit, különösen Maria Montessori és Ovide Decroly voltak rá nagy hatással. 
1908-ban különböző  fogyatékosok, főként értelmi fogyatékosok és teljesítmény és viselkedészavarral küzdők számára magániskolai szanatóriumot alapított Moszkvában. Intézetében a külföldön megismert reformpedagógia elveire épített munka folyt (szabad levegő, napfény, víz, torna, kézimunka, egyéni bánásmód, életszerűség, stb.). 1918-ban átadta a szovjet államnak intézményét, amely előbb mint „Gyermektanulmányi Ház”, majd (1922-től) mint „Orvosi-pedagógiai Klinika” működött tovább Kascsenko vezetésével a későbbi világszerte ismert Defektológiai Tudományos Intézet jogelődjeként. Kascsenko sokat tett a defektológusképzés (=gyógypedagógus képzés) fejlesztéséért.

## Munkái (válogatás)
- Дефективные дети школьного возраста и всеобщее обучение. (=Fogyatékos iskoláskorú gyermekek és az általános oktatás) Moszkva, 1910.
- Воспитание — обучение трудных детей: Из опыта санатория-школы. (=A fogyatékos gyermekek nevelése, oktatása: Egy szanatórium-iskola tapasztalatából) Moszkva, 1913. (Újra közreadták orosz nyelven 2005-ben)
- Педология в педагогической практике. (=Pedológia a tanítási gyakorlatban Moszkva, 1926.
- Кащенко В.П. Педагогическая коррекция: Испр. недостатков характера у детей и подростков: Кн. для учителя (=Kascsenko: Pedagógiai korrekció. A jellembeli hiányosságok javítása gyermekeknél és serdülőknél, tanári kézikönyv) 2. kiad. 1994.